# Matias Varela

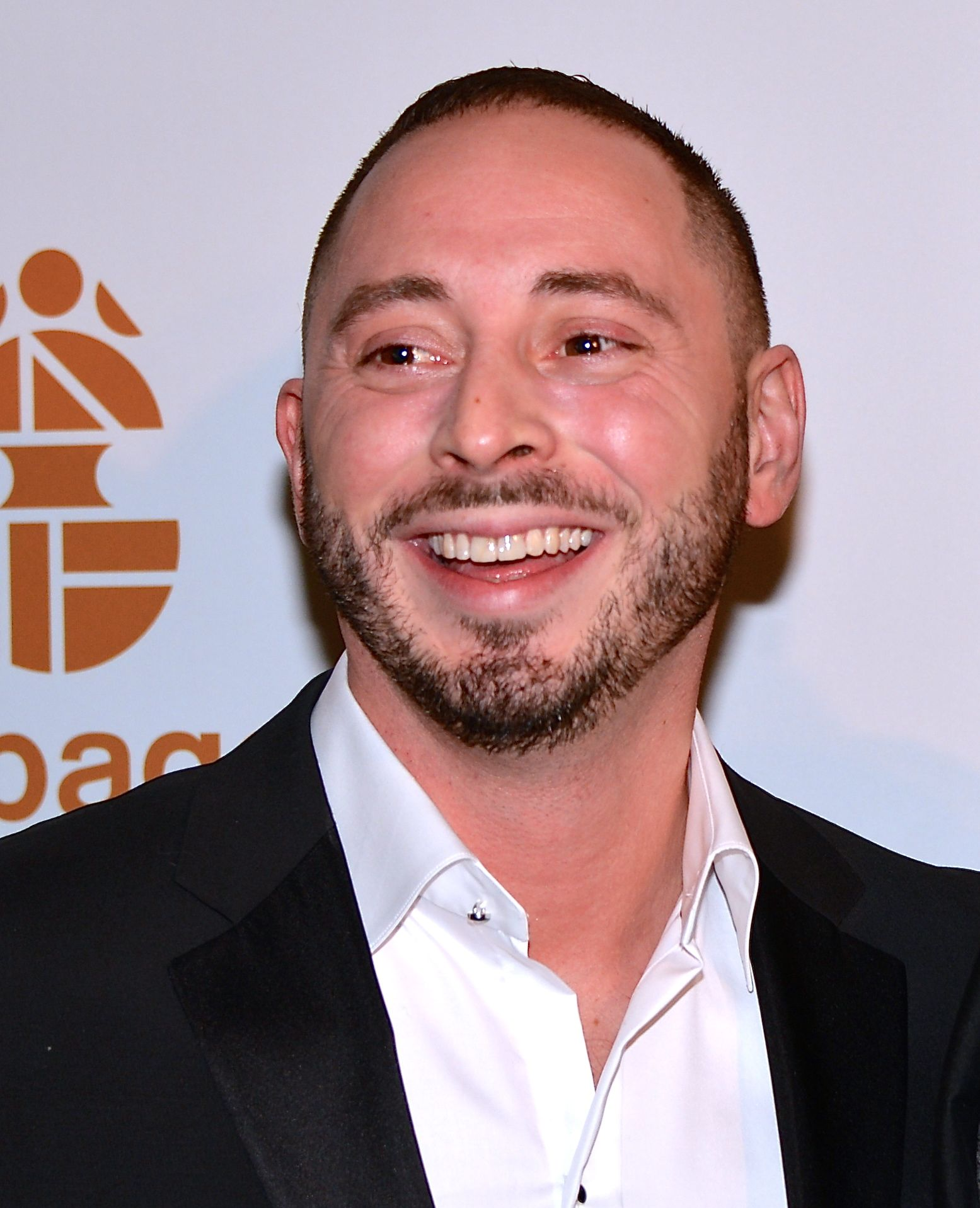
Matias Varela (2013)

Louis Matias Karl Padin Varela (* 23. Juni 1980 in Stockholm) ist ein schwedischer Schauspieler spanischer Abstammung.

## Leben und Karriere
Matias Varela wuchs als Sohn spanischer Eltern im Stockholmer Stadtteil Södermalm auf. Schwedisch lernte er erst durch die Schule. In der Schule lernte er später auch Gustaf Skarsgård, Sohn des bekannten Schauspielers Stellan Skarsgård, kennen und schrieb sich wie dieser am Södra Latins Gymnasium ein, nachdem er von ihm etwas an Schauspieltechnik beigebracht kam.
Seine erste Rolle übernahm Varela in der Seifenoper Nya tider, in der er im Jahr 2000 in über 40 Folgen als Miguel Santos zu sehen war. In der Folge war er in einigen Filmen zu sehen, darunter Fröken Sverige, Stockholm Boogie und Storm. Während dieser Zeit hielt sich Varela neben der Schauspielerei als Bauarbeiter über Wasser und las in der Zeit den schwedischen Bestseller Easy Money. Nachdem er hörte, dass das Buch verfilmt werden sollte, sprach er bei Regisseur Daniél Espinosa für die Rolle des schwedisch-chilenischen Drogendealers Jorge Salinas vor. Obwohl letzterer die Rolle zunächst mit einem Chilenen besetzen wollte, bekam Varela letztendlich die Rolle. Der Film wurde 2010 unter dem Titel Easy Money – Spür die Angst veröffentlicht und war ein Erfolg. Auch in den Fortsetzungen, Easy Money II: Hard to Kill (2012) und Easy Money III: Life Deluxe (2013), übernahm er diese Rolle.
Von 2011 bis 2012 war er in der Rolle des Polizisten Jorge Chavez in mehreren Episoden der Miniserie Arne Dahl zu sehen. Weitere Filmrollen übernahm er etwa in En gång i Phuket, Point Break oder Assassin’s Creed. Auch in Fernsehserien hatte Varela vereinzelte Auftritte. So hatte er Gastrollen in Covert Affairs, Die Borgias und Ettor & nollor. 2017 war er in der Netflix-Serie Narcos als Jorge Salcedo, den Sicherheitschef des Cali-Kartells, zu sehen.
Neben seiner Muttersprache Spanisch spricht Varela auch Schwedisch, Englisch, Portugiesisch und Galicisch fließend.

## Filmografie (Auswahl)
- 1990: Nya tider (Fernsehserie, 42 Episoden)
- 2004: Fröken Sverige
- 2005: Stockholm Boogie
- 2005: Storm
- 2008: Kompissnack (Kurzfilm)
- 2010: Easy Money – Spür die Angst (Snabba cash)
- 2011: Covert Affairs (Fernsehserie, Episode 2x11)
- 2011: En gång i Phuket
- 2011–2012: Arne Dahl (Mini-Serie, 10 Episoden)
- 2012: Snabba cash II
- 2012: Player (Kurzfilm)
- 2012: Mord in Fjällbacka: Die Kunst des Todes (Fjällbackamorden: I betraktarens öga, Fernsehfilm)
- 2013: Die Borgias (The Borgias, Fernsehserie, 3 Episoden)
- 2013: Snabba cash – Livet deluxe
- 2014: Ettor & nollor (Mini-Serie, 2 Episoden)
- 2015: Point Break
- 2016: Assassin’s Creed
- 2017: Narcos (Fernsehserie, 10 Episoden)
- 2019: Heavy
- seit 2019: Blinded (Fartblinda, Fernsehserie)
- 2020: Narcos: Mexico (Fernsehserie, Episode 2x05)
- 2020–2022: Raised by Wolves (Fernsehserie)
- 2021: Hierro (Fernsehserie, 6 Episoden)